# Финляндская социалистическая рабочая республика
Финля́ндская социалисти́ческая рабо́чая респу́блика (сокр. ФСРР, фин. Suomen sosialistinen työväentasavalta, швед. Finlands socialistiska arbetarrepublik), также Финляндская Республика (фин. Suomen tasavalta, швед. Republiken Finland) — формально не признанная в официальной финской историографии форма государственного устройства, существовавшая в период с 27 января по 16 мая 1918 года, возникшая на юге Финляндии.
Фактически, как впоследствии признавали сами финские коммунисты при анализе причин поражения революции в тезисах Загранбюро Центрального Комитета Коммунистической партии Финляндии, по своим лозунгам и программе Финляндская революция 1918 года была не социалистической, а буржуазно-демократической. В частности, в программных документах ФСРР отсутствовало упоминание о диктатуре пролетариата.

## Предыстория

### Предпосылки
Февральская революция 1917 года в Российской империи с новой силой разожгла в Великом княжестве Финляндском огонь надежды на независимость, ввиду того, что после вынужденного отречения от престола 2 (15) марта 1917 императора Николая II, носившего также титул Великий князь Финляндский, в пользу своего брата Михаила Александровича и непринятия последним престола, претендентов как на российский, так и на финляндский престол не было.
Кроме того, в марте, в Петрограде было сформировано Временное правительство России князя Георгия Львова которое 7 (20) марта 1917 года издало специальный манифест о Финляндии, как прежде это делал российский император. Манифестом объявлялось восстановление в полном объёме действия так называемой конституции Финляндии (Закон о форме правления Швеции 1772 года и Закон о союзе и защите 1789 г.), ограниченной до этого целым рядом манифестов и постановлений Российской империи. Этим актом Временное правительство России «торжественно подтверждало» «Финляндскому народу, на основе его конституции, незыблемое сохранение его внутренней самостоятельности, прав его национальной культуры и языков». В Финляндии с уважением отнеслись к манифесту, как и раньше к царским указам.
13 (26) марта 1917 на смену русифицированному сенату Боровитинова был образован новый — финский коалиционный сенат Токоя. В него вошли представители Социал-демократической партии Финляндии и блока буржуазных партий (Финская партия, Младофинская партия, Земельный союз (крестьянский союз, аграрная лига), Шведская народная партия). По отношении к России сенаторы делились на два направления — соглашательское и конституционное. Заместителем председателя стал социал-демократ, глава профсоюзов Оскари Токой. Председателем финского сената по-прежнему являлся русский генерал-губернатор Финляндии. Временное правительство 31 марта назначило на эту должность Михаила Стаховича.
Временное правительство России утвердило сенат Токоя, начавший деятельность, как лояльный представитель российского Временного правительства. Легитимность сената Финляндии исходила из легитимности российского Временного правительства. Участие социалистов в финском сенате было необходимо для предотвращения возможных беспорядков рабочих, хотя и затрудняло сотрудничество с Временным правительством России, где преобладали представители Конституционно-демократической партии — кадеты. При этом, политика партий, вошедших в финский сенат, совпадала с политикой национальной самостоятельности и парламентаризма. Революция в Финляндии протекала в основном в стенах сената, нося конституционный характер.
Сенат Токоя внёс во Временное правительство России законопроект «О передаче решения некоторых дел сенату и генерал-губернатору». Расширение автономии намечалось путём раздела власти Великого князя Финляндского: сенату Финляндии — решение финляндских дел, кроме общероссийских, и касающихся русских граждан и учреждений; остальное, включая созыв и роспуск парламента — Временному правительству России. Законопроект соответствовал Акту от 7(20) марта и юридически был неуязвим, но российское Временное правительство первого состава его отвергло. Ответной реакцией стало усиление финляндского сепаратизма.
В апреле в Петрограде разразился первый правительственный кризис, в июне произошёл второй, в июле — третий. 8 (21) июля 1917 Георгия Львова на посту министра-председателя сменил А. Ф. Керенский, который также сохранил пост военного и морского министра. В разгар июльского кризиса парламент Финляндии провозгласил независимость Великого княжества Финляндского от России (официально — Российской империи) во внутренних делах и ограничил компетенцию Временного правительства России вопросами военной и внешней политики. 5 (18) июля 1917, когда не ясен был исход восстания большевиков в Петрограде, парламент Финляндии одобрил социал-демократический проект о передаче себе верховной власти. Однако этот закон о восстановлении автономных прав Финляндии был отклонён Временным правительством России, парламент Финляндии распущен, а его здание заняли российские войска.
1 (14) сентября 1917 года Временное правительство России приняло постановление, в соответствии с которым на территории бывшей Российской империи была провозглашена буржуазно-демократическая Российская республика и был окончательно ликвидирован монархический способ правления в России (до созыва Учредительного собрания). Основным законом Финляндии, определяющим верховную власть, оставался закон от 1772 года, наоборот, утверждавший абсолютизм. Этот же закон в § 38 предусматривал в случае отсутствия претендента на трон избрание новой высшей власти («новой династии») палатой представителей, что впоследствии и было использовано.
Несмотря на это, Временное правительство России продолжало рассматривать Финляндию как часть России, и 4 (17) сентября 1917 им был назначен новый генерал-губернатор Финляндии — Николай Виссарионович Некрасов. А 8 сентября был сформирован последний финский сенат, имевший над собой русский контроль — Сенат Сетяля.

### Провозглашение независимости
2 (15) ноября 1917 года парламент (Риксдаг) Финляндии взял на себя высшую власть в стране и 27 ноября сформировал новый состав правительства — Сената Финляндии под руководством Пера Эвинда Свинхувуда (см. сенат Свинхувуда), которое уполномочило своего председателя представить в выборную Палату представителей (Риксдаг — парламент Финляндии, или «сейм», как называли его в Российской империи) проект новой конституции Финляндии.
Передавая 4 декабря 1917 проект новой конституции на рассмотрение Риксдагу Финляндии, председатель Сената Пер Эвинд Свинхувуд огласил заявление сената «К народу Финляндии», в котором было объявлено о намерении изменения государственного строя Финляндии (о принятии республиканского способа правления), о представлении в парламент проекта новой конституции Финляндии, а также содержалось обращение «к властям иностранных государств» (в частности к Учредительному собранию России) с просьбой о признании политической независимости и суверенитета народа Финляндии (которое позднее было названо «Декларацией независимости Финляндии»). Одновременно сенат представил в парламент «ряд других законопроектов, призванных облегчить осуществление наиболее неотложных мер по реформированию государства до того, как новая конституция вступит в действие».
6 декабря 1917 указанное заявление (декларацию) одобрил Риксдаг Финляндии: 100 депутатов проголосовало «за», 88 — «против», 12 воздержались. Этот день впоследствии стал национальным праздником Финляндии — Днём Независимости.
После принятия декларации руководство Финляндии должно было в соответствии с существовавшим тогда международным порядком срочно начать обсуждать вопрос о независимости с правительством России. США и страны Европы не были готовы признать Финляндию до того, как это сделает Россия. До Рождества сенат Свинхувуда надеялся на то, что он мог бы обратиться за признанием независимости к Учредительному собранию, однако после Рождества по рекомендации скандинавских стран стал искать признания у Совета народных комиссаров, поскольку лишь большевики на тот момент обладали возможностями для заключения договоров. 27 декабря представители Финляндии обратились по этому вопросу в Смольный, откуда было получено согласие на признание независимости. 30 декабря в Петроград прибыла делегация во главе со Свинхувудом для вручения соответствующего ходатайства. 18 (31) декабря 1917 вскоре после заявления Свинхувуда о независимости, первыми признанием государственной независимости Финляндской Республики за её пределами стал Совет народных комиссаров (правительством) Российской Советской Республики, возглавляемым тогда В. И. Лениным.
Состав и порядок подписей под документом различен в подлинниках документа России и Финляндии, его дубликата и текста для печати. Различные версии документа подписали члены СНК: В.Ленин, Л. Троцкий, И.Штейнберг, В.Карелин, И.Сталин, Г.Петровский, А.Шлихтер. Также присутствуют подписи управляющего делами СНК В.Бонч-Бруевича и секретаря СНК Н. Горбунова.
После заседания Совнаркома Свинхувуд получил письменное признание независимости в собственные руки, а Ленин лично отнёс текст декрета в редакцию газеты «Известия». Для членов финской делегации оперативность принятия Совнаркомом решения была неожиданностью

22 декабря 1917 (4 января 1918) произошла официальная ратификация постановления Совета Народных Комиссаров Всероссийским Центральным Исполнительным Комитетом Советов рабочих и солдатских депутатов (высшим законодательным, распорядительным и контролирующим органом государственной власти Российской Советской Республики).
В течение первой недели 1918 года независимую Финляндию признали восемь стран: 4 января — Россия, Франция и Швеция, 5 января — Греция, 6 января — Германия, 10 января — Норвегия и Дания, 11 января — Швейцария. Информация об этом приходила в Хельсинки с задержкой, например, о решении Франции стало известно 6 января.

### Рост напряжённости в обществе
Однако напряженность в стране возрастала.
Февральская революция в России привела к развалу российской политической и военной власти в Финляндии; финская полиция царского времени фактически самораспустилась. Дисциплина в армии и, особенно, на флоте исчезла (на илл.).  Для поддержания порядка летом 1917 года были образованы отряды народного ополчения, получившие неформальное название «пожарных команд». Вначале эти отряды не имели оружия и политической окраски, однако к осени 1917 года начался раскол на «красных» и «белых», которые начали вооружаться. Красные, как правило, получали оружие от красных частей русской армии, в то время как белые — из Швеции и Германии. В то же время нарастало политическое противостояние между социалистами и другими политическими силами.  
12 января 1918 года правое большинство парламента Финляндии (Эдускунта) уполномочило Сенат Финляндии принять жесткие меры по наведению порядка в стране. Сенат поставил эту задачу перед генералом Маннергеймом, прибывшим в Гельсингфорс лишь за месяц до событий. Начальной задачей Маннергейма было лишь организовать верные правительству войска. Получив полномочия, он отбывает в Ваасу.
18 февраля 1918 года Маннергейм ввёл всеобщую воинскую обязанность, одновременно используя отряды шюцкора, как костяк создаваемой им армии. 25 января Сенат провозгласил все формирования шюцкора законными войсками правительства Финляндии.
Кадровые вопросы решились с возвращением из Германии 25 февраля 1918 года основной группы финских егерей. Армия получила командиров и преподавателей военного дела. Рядовой состав состоял главным образом из крестьян-частников, интеллигентов и других гражданских.

## Революция
14 ноября 1917 года на съезде Социал-демократической партии Финляндии (СДПФ) в Гельсинфорсе (Хельсинки) выступил член Совета Народных Комиссаров [РСФСР] - нарком по делам национальностей И.В.Сталин. Он призывал к решительному повторению в Финляндии рабочей революции, произошедшей в России. (“Правда” № 191, 16 ноября 1917 г; Сочинения И.В. Сталина Том 4: 1917 - 1920).
22 января 1918 г. умеренные и радикалы СДПФ приняли важное решение — на заседании Совета СДПФ был наконец образован высший революционный орган — «Исполнительный комитет финляндских рабочих», который подготовил план переворота. Переворот было решено осуществить с помощью военной помощи, обещанной Лениным уже 13 января 1918 г. (спустя всего две недели после признания финской независимости), для чего нужно было обеспечить доставку оружия в Гельсингфорс, что и было сделано 23 января 1918 года.
Несмотря на то, что план восстания был подготовлен Исполнительным комитетом рабочих, сформированным на заседании Совета СДПФ, революционное восстание началось, «не дожидаясь руководства социал-демократии», силами пролетариата Гельсингфорса. Сигналом к началу революции был красный флаг, поднятый в Гельсингфорсе вечером 27 января 1918 г. на башне Народного дома (по другим источникам — «красный свет», который зажёгся вечером 26 января «над домом рабочих»). (Народные дома в Финляндии были аналогичны подобным заведениям в других скандинавских странах. Находились под контролем СДПФ и осуществляли образование, просветительство и культурную деятельность «среди рабочего населения».)
В первый день восставшим удалось захватить только железнодорожный вокзал. Полностью столица была под их контролем уже на следующий день, 28 января. Красная гвардия заняла столицу и был создан революционный Совет народных уполномоченных Финляндии (фин. Suomen kansanvaltuuskunta), который в тот же день принял декларацию «К рабочим и гражданам Финляндии!», где объявил себя революционным правительством страны.
Декларация была опубликована на следующий день, 29 января 1918 года, в газете «Рабочий» (фин. Työmies). В ней содержалась программа революции, которая была заявлена как социалистическая, но по сути была буржуазно-демократической. На практике по инициативе рабочих стал осуществляться слом прежних государственных учреждений, устанавливаться рабочий контроль на железных дорогах, заводах, и т. п. Этот значительный революционный подъём заставил Совет народных уполномоченных проводить более решительную политику, в ходе которой был установлен контроль над частными банками, закрыта контрреволюционная пресса, создан Верховный революционный суд (фин. vallankumouksellisen ylioikeuden). Рабочие советы предприятий стали органами диктатуры пролетариата.
Восставшие пришли к власти и во многих других южных городах, таких как Або, Таммерфорс, Пори, Котка, Лахти, Выборг и других, в которых проживало около 2/3 населения страны. Под контролем прежнего правительства оставались хотя и бо́льшие по территории, но гораздо меньше населённые Север и значительная часть центральной Финляндии.
Для наблюдения за исполнительной властью 14 февраля 1918 г. был создан Верховный совет рабочих Финляндии (или Центральный Рабочий Совет, фин. Työväen pääneuvosto), который состоял из 40 народных депутатов, призванных контролировать деятельность Совета народных уполномоченных. Председателем Верховного Совета рабочих был Вальфрид Перттиля, в состав Совета входили:
- 15 человек от СДПФ;
- 10 человек от профсоюзов;
- 10 человек от Красной гвардии;
- 5 человек от Гельсингфорсского Союза Рабочих.

## Гражданская война

Территории, контролируемые ФСРР, отмечены оранжевым. В охваченной революцией южной, индустриальной, части Финляндии проживало около 2/3 населения страны

После начала восстания только четырём или шестерым членам буржуазного правительства удалось добраться до города Вааса, чтобы организовать сопротивление красным. Однако в политике «белой» (фин. valkoiset) Финляндии царил хаос, парламент (фин. Eduskunta) до мая 1918 г. вообще не заседал. Основными действующими лицами были отряды красной и белой гвардии. В ходе гражданской войны в Финляндии с обеих сторон была широко распространена политика «красного» и «белого» террора («сурового наказания восставших»). Известно заявление главы буржуазного финского правительства Хейкки Ренваля (опубликованное в газетах «Дагенс Нюхетер» и «Политикен» 14 февраля 1918 г.), в котором говорилось, что главарей восстания следует повесить, а остальных участников превратить в «класс париев», лишив их гражданских прав.
Ещё 27 января власти Российской Советской Республики официально поставили Сенат Свинхувуда в известность о том, что: «Россия будет соблюдать нейтралитет и не вмешиваться во внутренние распри в Финляндии». Тем не менее, белое правительство не приняло во внимание это заявление, начало нападать на русские гарнизоны в Финляндии и заявило о необходимости в союзе с Германией присоединить к Финляндии российскую Карелию и Кольский полуостров.
«Белое» правительство проводит активную политику, направленную на сближение с кайзеровской Германией. Уже буквально через три недели после начала восстания, когда немецкие войска, пройдя Польшу, Украину и Прибалтику, 18 февраля достигли Нарвы, социалистическая Финляндия была обречена.
Поскольку буржуазное правительство бежало из столицы Финляндии — Гельсингфорса, а также вошло в тесные внешнеполитические и военные отношения с Германией, которая находилась фактически в состоянии войны с Россией, то Советское правительство (на тот момент — Совет Народных Комиссаров РФСР) вступило в переговоры об осуществлении мер по независимости Финляндии с правительством социалистической Финляндии и заключило с ним 16 февраля (1 марта) 1918 года в Петрограде договор о нормализации русско-финляндских отношений, полный текст которого был опубликован в газетах «Правда» и «Известия» 10 марта 1918 г.. Впоследствии договор получил официальное наименование «об укреплении дружбы и братства» между Советской Россией и социалистической Финляндией (под которым и был внесен за № 48 в 1-й том сборника официальных документов «Внешняя политика СССР: 1917−1920 гг.», 1944 и во все последующие сборники). В договоре зафиксированы действовавшие на тот момент официальные наименования договаривающихся сторон: «Российская Федеративная Советская Республика» (РФСР) и «Финляндская Социалистическая Рабочая Республика»(ФСРР).
РФСР уступала Финляндской Социалистической Рабочей Республике все недвижимые имущества, расположенные в пределах территории бывшего Великого княжества Финляндского, а также все суда и имущества, реквизированные бывшими правительствами России до и во время войны; ФСРР, в свою очередь, передавала РФСР принадлежавшие ей недвижимые имущества на русской территории (ст. 1−5 договора). Торговым судам обеих сторон обеспечивался на все времена свободный беспрепятственный пропуск во все гавани. Между российскими и финляндскими железными дорогами устанавливалось постоянное прямое беспересадочное и бесперегрузочное сообщение. РФСР уступала Финляндской Социалистической Рабочей Республике Печенгский край (Петсамо), а ФСРР уступала РФСР территорию форта Ино (ст. 15−16 договора). В договоре содержалось также постановление (ст. 13) об обеспечении равенства политических прав российских граждан, проживающих в Финляндии, и финляндских — в России.
Заключённый 3 марта 1918 г., Брест-Литовский мир заставил Российскую Федеративную Советскую Республику провести экстренную демобилизацию 40 тысяч русских военных, все ещё остававшихся на территории Финляндии в качестве «наследства» от Российской империи. Однако к этому времени в абсолютном большинстве русские войска были деморализованы и небоеспособны в результате «демократизации армии» при Временном правительстве, создания Советов солдатских депутатов в частях, падения роли офицеров, длительной большевистской антивоенной пропаганды в ходе Первой мировой войны и «Декрета о мире», объявленного в России ещё 26 октября (8 ноября) 1917, на следующий день после Великой Октябрьской социалистической революции. Численность русских войск, непосредственно влившихся в вооружённые силы ФСРР, в начале марта 1918 г. составляла 3 тыс. 674 чел. В какой-то момент в боях на стороне финской красной гвардии принимало участие около 3,5−5 тыс. красногвардейцев из Петрограда. Таким образом, общая численность русских войск, воевавших на стороне финских «красных», не превышала 10 тыс. человек. Российский Балтийский флот также покинул Гельсингфорс. В результате красная Финляндия была вынуждена рассчитывать только на свои силы. В марте 1918 г. Германия получила право размещать свои военные базы в Финляндии, а 3 апреля 1918 г. в Гангё высадился хорошо вооружённый германский экспедиционный корпус численностью 12 тысяч (по другим сведениям, 9500) человек, с главной задачей взять столицу красной Финляндии. Всего количество германских солдат в Финляндии под командованием генерала Рюдигера фон дер Гольца составило 20 тысяч человек (включая гарнизоны на Аландских островах). Впоследствии немецкие войска были оставлены в Финляндии.
Правительство Финляндской Социалистической Рабочей Республики не смогло предусмотреть ряд важных проблем: была недооценена способность противника организовать серьёзное военное сопротивление, военная и материальная помощь из Советской России поступала нерегулярно, к тому же совсем неожиданной оказалась прямая военная германская интервенция на стороне «белофиннов». В результате гражданской войны правительство красной Финляндии столкнулось также с рядом серьёзных проблем, главной из которых был открытый и тайный саботаж. Большинство сотрудников правительственного аппарата объявило забастовку. Лишь немногие продолжали свою работу. В результате отсутствовал контроль за продовольствием и финансами. Красным руководителям не хватало опыта руководящей работы в правительстве. А некоторые чиновники шли на прямое сотрудничество с белыми. Известны факты, когда, например, в ведомстве железных дорог имелся тайный телеграф, с помощью которого через линию фронта передавалась информация противнику. Несмотря на то (а, может быть, как раз благодаря тому), что «белый террор» по своим масштабам превзошёл «красный террор», красные потеряли поддержку и, по мнению некоторых исследователей, «доверие населения и постепенно остались в меньшинстве». После поражения в Тампере и высадки немцев в Гангё (о чём сразу стало широко известно) положение красных стало критическим. 6 апреля 1918 в Гельсингфорсе состоялось последнее заседание Совета народных уполномоченных Финляндии, на котором было принято решение постепенно переехать в Выборг. Для этой цели был сформирован Исполнительный комитет. Комитет постановил оставить в Гельсингфорсе только оборонные и гражданские органы революционного правительства.
Представители Совета народных уполномоченных Финляндии срочно прибыли в Выборг. В связи с поиском (приобретением) помещений и другими организационными вопросами управление было на пару дней парализовано, а затем возобновилось 10 апреля. При участии Верховного совета рабочих, Совета народных уполномоченных, офицеров Красной гвардии и некоторых других органов в Выборге состоялось совместное заседание, на котором, несмотря на протесты, в качестве главнокомандующего с диктаторскими полномочиями был избран Куллерво Маннер (по другим сведениям — 10 февраля). В его аппарат были назначены Эверт Элоранта, А. Бринк, Эрнст Хаузен и Эйно Рахья. Последний был назначен «начальником» (комендантом?) Гельсингфорса.
Совет народных уполномоченных Финляндии был реорганизован 12−13 апреля. Департаменты были снова переформированы, среди них: департамент по общим вопросам (ранее департаменты внутренних, иностранных дел, справедливости и призыва и отдел прокурора), валютный департамент продовольственных вопросов, департамент труда (экс-департамент труда, сельского хозяйства и департамент по социальным вопросам), транспортный департамент и департамент «по делам военного ведомства» (по военным вопросам?). Председателем Совета народных уполномоченных был избран Отто Куусинен, а Эдварду Гюллингу было поручено проработать вопросы отъезда в Российскую Федеративную Советскую Республику, а также воссоздания в Петрограде административных органов.
Однако после переезда в Выборг деятельность Совета народных уполномоченных Финляндии больше не осуществлялась. Это было связано с тем, что многие делегаты остались в России. Последние часы для Совета народных уполномоченных пробили ночью 25 апреля, когда лидеры революции оставили Выборгский замок и уплыли на корабле в Советскую Россию (на тот момент официально — Российская Федеративная Советская Республика). В последний раз революционное правительство Финляндии можно было видеть во время их встречи в Петрограде 27 апреля, где 20 делегатов были приняты как революционеры.
Красные войска до самого конца пытались вести боевые действия, но, по мнению историков, это привело лишь к напрасным новым жертвам.
Закончилась гражданская война в Финляндии, а вместе с ней и прекратила своё существование Финляндская Социалистическая Рабочая Республикa, 16 мая 1918 г. Даже после её окончания «белый террор» против социал-демократов и их сторонников не прекратился. Всего было арестовано свыше 80 тысяч, подозреваемых в симпатиях к левым, из которых 75 тысяч были заключены в концентрационные лагеря. Из-за плохих условий содержания умерло 13 500 человек (15 %), в придачу к 8500 непосредственно казнённым.